# Laudarra

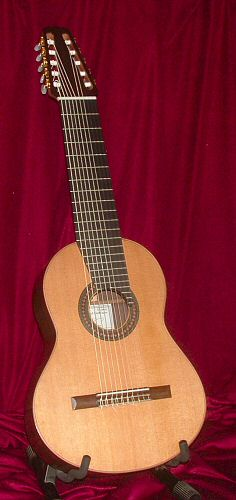
En laudarra.

Laudarra är en gitarr med fyra extra strängar utöver de sex strängar som en gitarr normalt har. Laudarrans förespråkare hävdar bland annat följande fördelar med tio strängar:
- Laudarrans klang är bättre balanserad än den sexsträngade. Laudarran resonans är kraftfullare och jämnare över hela tonregistret. Skillnaden är så stor att instrumentet kommit att kallas för katedralgitarr. Resonansen är inte enbart en fördel enligt kritikerna som menar att den stör och att man oftare än på en vanlig gitarr måste dämpa strängarna. Hur kraftfull resonans laudarran har avgörs av hur de fyra extra strängarna stäms.
- Det utökade basregistret gör det enklare att spela musik avsedd för luta och dessutom med gitarristens spelteknik. Samtidigt som den traditionella klassiska gitarrepertoaren är spelbar. Laudarran konstruerades på 1960-talet av den klassiska gitarristen Narciso Yepes och gitarrbyggaren José Ramirez III. Yepes var i alla avseenden en gitarrist som gick sin egen väg, inte bara i valet av instrument utan också med sina musiktolkningar. Hur Yepes laudarraspel lät är väl dokumenterat på inspelningar hos Deutsche Grammophon och Youtube.

Ordet laudarra är sammansatt av spanskans ord för luta och gitarr.

## Stämning av en laudarra
Laudarrans stämning varierar från en gitarrist till en annan. Yepes stämning syftade till att få så stor resonans som möjligt och med strängarna 7-10 stämda C, A#, G#, och F# maximerades resonansen. Med Yepes stämning, eller "standardstämning", blir sträng 7 instrumentets lägsta ton. Sträng 8 är stämd en halvton högre än sträng 5, sträng 9 och 10 är samma toner som sträng 6 band 2 respektive band 4.
Så kallad barockstämning ger inte samma kraftfulla resonans. I gengäld får man ett större  utbud av bastoner. Sträng 10–7 stäms A, B, C och D – lägre än E på sträng 6.

## Svenska laudarrabyggare
- Per Hallgren[1]
- Heikki Rousu[2]

### Georg Bolin
Vid ungefär samma tid som Yepes och Ramirez utformade laudarran samarbetade gitarristen Per-Olof Johnson med instrumentmakaren Georg Bolin. Samarbetet resulterade i en rad olika gitarrtyper, bland annat altgitarrer. Vanligen har altgitarren elva strängar men det förekommer även trettonsträngade.